# ホテル・マネジメント技能士
ホテル・マネジメント技能士（ホテル・マネジメントぎのうし）とは、国家資格である技能検定制度の一種で、職業能力開発促進法第47条第1項による指定試験機関（一般社団法人日本宿泊産業マネジメント技能協会）が実施するホテル・マネジメントに関する学科及び実技試験に合格した者をいう。

## 受験資格
- 1級：11年以上の実務経験、又は2級の技能検定に合格した者であって6年以上の実務経験、3級の技能検定に合格した者であって8年以上の実務経験を有する者。
- 2級：6年以上の実務経験、又は3級の技能検定に合格した者であって5年以上の実務経験を有する者。
- 3級：ホテル又は旅館の業務に従事している者又は従事しようとする者。

※実務経験とは、ホテル又は旅館において、宿泊、料飲、宴集会等のオペレーションの実務及び管理業務に携わった経験をいう。

## 試験内容
学科試験と実技試験で構成され、両方に合格すると、1～3級のホテル・マネジメント技能士認定される。

### 学科試験
問題形式
- 1級学科試験: マークシート60問　120分
- 2級学科試験: マークシート50問　90分
- 3級学科試験: マークシート50問　90分

合格基準
60%以上の正答で合格となる。

### 実技試験
問題形式
- 1級実技試験
  - ケーススタディ（記述：120分）
  - ロールプレイ（準備時間55分、口述試験：30分）
- 2級実技試験
  - ケーススタディ（記述：120分）
  - ロールプレイ（準備時間55分、口述試験：30分）
- 3級実技試験
  - ケーススタディ（記述：120分）

合格基準
60%以上の正答で合格となる。